# 長 (発音記号)

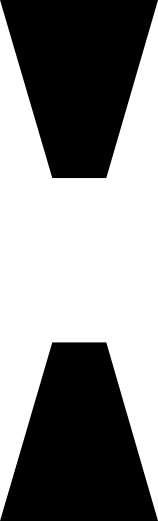
長のIPA 画像

ː（長、ちょう、英: Length）は国際音声記号の一つで、長い音を表す。前の文字が母音の場合は長母音、子音の場合は長子音となる。母音の場合は日本語の仮名の「ー」で表される発音になるが、子音の場合は「ー」で表される発音にはならない。

## 概要
日本語の場合は、長母音の「あー」の IPA の表記は [aː] となる。
長子音としては、促音に使用できる。たとえば「あった」は長子音として[atːa]と表すことができる。
長音よりも短い発音を表すために半長の発音記号[ˑ]もある。

## 例

### 日本語
| 日本語           | IPA      |
| ---------------- | -------- |
| ああ             | [a̠ː]     |
| 東宮（とうぐう） | [to̞ːgɯː] |
| 良い（いい）     | [iː]     |
| ケーキ           | [keːkʲi] |
| 悪化（あっか）   | [a̠kːa̠]   |
| あっさり         | [a̠sːa̠ɾi] |
| あった           | [a̠tːa̠]   |
| あんな           | [a̠nːa̠]   |
| 按摩（あんま）   | [a̠mːa̠]   |
| 案外（あんがい） | [a̠ŋːa̠i]  |

### 日本語以外
- ドイツ語 Naht [naːt]
- 英語(イギリス) yeast [jiːst]
- イタリア語 canna [kanːa]
- エストニア語 lina [lina]・linna [linːa]・linna [linːːa]